# 洛尔日
洛尔日（法語：Lorgies，法語發音：[lɔʁʒi]）是法国上法蘭西大區加来海峡省的一个市镇，属于贝蒂讷区。

## 地理
洛尔日（50°34'5"N, 2°47'26"E）面积6.84 平方千米，位于法国上法蘭西大區加来海峡省，该省份为法国北部沿海省份，西北濒北海，南至索姆省，东临北部省。
与洛尔日接壤的市镇（或旧市镇、城区）包括：欧贝尔、拉巴塞、伊利、新沙佩勒、里什堡、维奥莱讷。

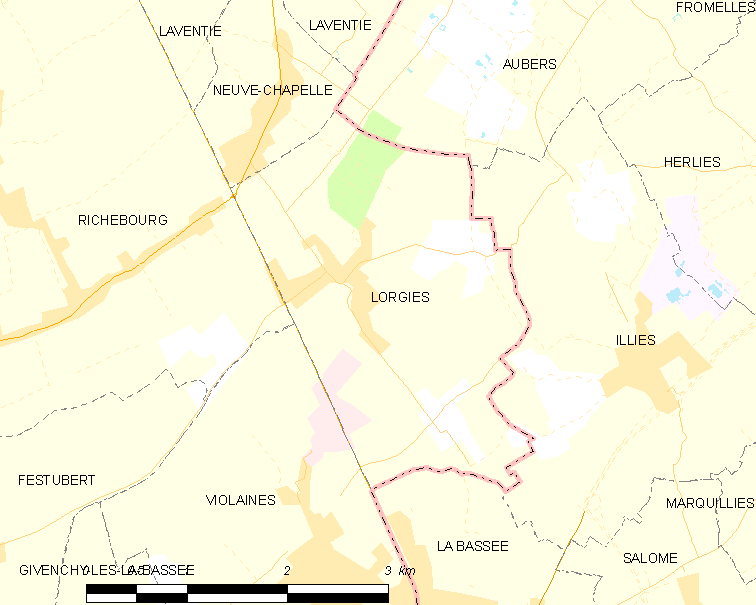
洛尔日的OSM定位图

洛尔日的时区为UTC+01:00、UTC+02:00（夏令时）。

## 行政
洛尔日的邮政编码为62840，INSEE市镇编码为62529。

## 政治
洛尔日所属的省级选区为杜夫兰县。

## 人口

1962-2008年间洛尔日人口变化图示

洛尔日于2022年1月1日时的人口数量为1630人。